# ActivePresenter
ActivePresenter es un programa de  screencasting y eLearning para Microsoft Windows que puede ser usado para crear demostraciones de software, simulaciones de software, y tests. Permite la exportación de series de imágenes, HTML pases de diapositivas, documentos (PDF, Microsoft Word, Excel), presentaciones Microsoft PowerPoint, videos (AVI, MP4, WMV, WebM), Flash videos y simulaciones interactivas (AJAX, Adobe Flash). Para e-learning o m-learning, ActivePresenter puede empaquetar los contenidos en archivos compatibles  SCORM versión 1.2 or 2004. Para las simulaciones de software puede usar movimientos de ratón, clicks de botón derecho o izquierdo o pulsaciones de teclas.
ActivePresenter también puede ser usado para convertir presentaciones de Microsoft PowerPoint a alguno de sus formatos de salida con la pérdida de algunos efectos y animaciones y la conversión entre bastantes formatos de video de forma indirecta.

## Historia
ActivePresenter ha sido desarrollado por Atomi Systems Inc. desde 2007. La versión 1.0 se publicó en octubre de 2008 y estuvo disponible en línea seis meses después en tres ediciones, incluyendo una edición libre.

## Ediciones
Hay tres ediciones disponibles a diferentes precios, cada uno heredando las características de las versiones inferiores y añadiendo otras nuevas.
Las características de cada versión pueden verse comparadas en la tabla de su página web.

### Edición Gratuita
Esta edición es gratis. Posee la gran mayoría de características de ActivePresenter pero la exportación está restringida a gráficos JPEG y PNG, y formatos de video WMV, AVI, MPEG4, y WebM, y SCORM. Los demás formatos de salida están soportados para demostrar las características pero incluyen una marca de agua en el fichero de salida, y aún a pesar de la marca de agua tienen prohibido otro uso distinto al de demostración. Las versiones Pre-2012 añadían marca de agua a todos los formatos exportados.

### Edición Standard
Esta edición añade la posibilidad de exportación de series de imágenes, videos, videos flash y documentos. Además también pueden exportarse a formato Microsoft PowerPoint, Adobe Flash o simulaciones AJAX con marca de agua.

### Edición Profesional
Esta edición añade soporte para simulaciones interactivas y tests en exportables en Adobe Flash.SWF o HTML5.